# Lektion

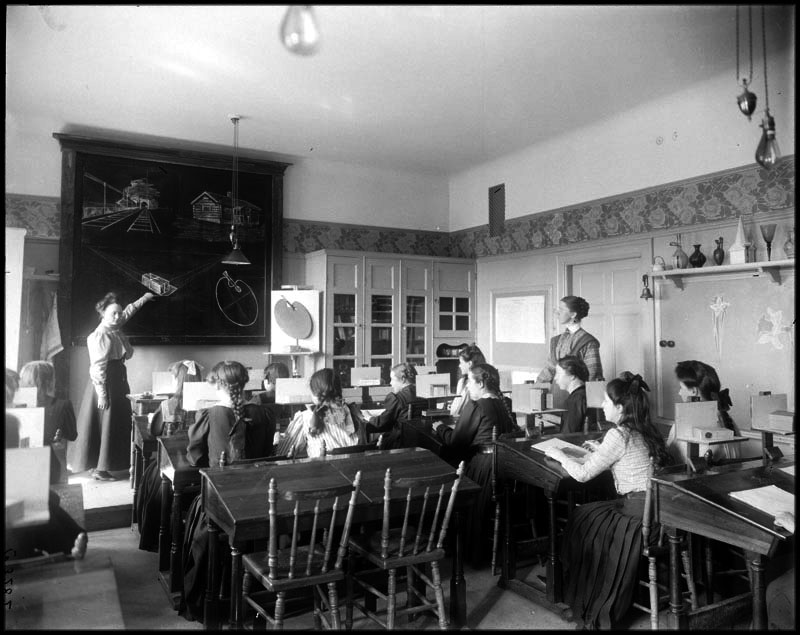
En lektion i teckning år 1920.

En lektion är en bestämd sammanhängande tid när undervisning bedrivs. En kurs är oftast uppdelad i lektioner. Även skoldagen är indelad i lektioner. En lektion var från början så lång som en munk eller nunna i kloster hann undervisa mellan sina bönestunder. Bönestunden i kloster skedde varje timme.

## Etymologi
Lesson, lektion, från 1200-talet, att läsa högt ur Bibeln, eller något som ska läras av en student, via fornfranska leçon, från latinets lectionem (nominativ lectio), en läsning, från stammen legere, att läsa (se lecture (n.)). Den överförda innebörden ett tillfälle, situation, händelse, då något kan bli inlärt, är dokumenterat från 1580. Lecture, föreläsning, är från sent 1300-tal, aktiviteten att läsa, det som är läst, via medeltida latinets lectus av legere, att läsa, betyder från början att samla, plocka ut, välja, (se eng election), från leg-, att plocka ihop, samla, (grekiska legein, att säga, berätta, tala, deklarera ursprungligen att plocka ut, välja ut, räkna fram, lexis tal, dikt, logos, ord, tal, tankar, konto från latinets lignum, trä, ved, bokstavligen det som är samlat). Att läsa är att plocka ut ord i betydelsen aktivitet av att läsa högt (en lektion), från 1520-talet. Liksom en diskurs rörande ett givet ämne inför en publik med syftet att instruera som är från 1530-talet. Lecture från 1580-talet finns i betydelsen att adressera hårt och länge, sedan 1706.